# Dylan Bahamboula
Pour les articles homonymes, voir Bahamboula.
Dylan Bahamboula, né le 22 mai 1995 à Corbeil-Essonnes (Essone), est un footballeur international congolais. Il évolue au poste de milieu offensif.

## Carrière

### En club

#### Jeunesse et formation
Dylan Bahamboula commence le football à l'âge de dix ans, au Linas-Montlhéry E.S.A., où joue son frère Plaisir. Il rejoint ensuite l'INF Clairefontaine où il passe deux-ans avant de rejoindre l'AS Monaco. Il est l'une des pièces maîtresses de l’équipe monégasque Championne de France U19 en 2013, saison durant laquelle il inscrit 15 buts, et signe son premier contrat professionnel. Avec ses coéquipiers du centre de formation monégasque Abdou Diallo, Anthony De Freitas et Lounisse Merzouk, il raconte ses premières années en jeune et pro dans un livre, rédigé pendant le confinement et sorti en mai 2021, Le Coup d'envoi de nos rêves,,.
La saison suivante, Dylan intègre le groupe et participe aux entraînements. Il est régulièrement convoqué pour les rencontres mais ne joue finalement que quelques minutes en Coupe de France et joue uniquement un week-end sur deux avec l'équipe réserve en CFA. Il termine la saison avec 6 buts. Non-convoqué pour le stage de pré-saison de l'équipe première durant l'été 2015, il est prêté une saison en Ligue 2 au Paris FC. Bahamboula joue vingt-neuf matchs de championnat, marque quatre buts et signe trois passes décisives, mais son équipe est reléguée en National. Libéré de son contrat avec l'AS Monaco, il rejoint le Dijon FCO durant l'été 2016. Il signe son premier but en Ligue 1, face à Lyon lors de la 3ème journée de championnat (4-2).
Le 2 octobre 2020, il rejoint Oldham Athletic où il réussit sa saison au sein d'une équipe qui doit jouer au final et obtient le maintien.
Le 9 juillet 2022, il rejoint Livingston.

### En sélection
Bahamboula débute en sélection avec l'Équipe de France U20, le 26 mars 2015 lors d'un match amical qui les opposaient à l'Uruguay (1-1), suivi d'un second match amical, le 30 mar 2015, face au Qatar (2-1).
Né en France, mais d'origine congolaise, Bahamboula est convoqué par Claude Le Roy avec le Congo dans le cadre d'un match amical contre le Bénin le 13 octobre 2015 à Brazzaville, il décline disant ne pas vouloir faire de choix à l'âge de vingt ans. Il est de nouveau convoqué, le 27 mai 2017, cette fois-ci par le nouveau sélectionneur Sébastien Migné, dans le cadre d'un stage d'une semaine à Lisses. Il y répond favorable et opte finalement pour la sélection congolaise. Le 10 juin 2017, Il est titularisé lors de son premier match, face à la RD Congo (défaite 1-3).

## Vie privée
Dylan Bahamboula est issu d'une famille de footballeurs dont son cousin Yven Moyo (en), ex-joueur de Newcastle United et de Laval, son cousin Jason Bahamboula, son grand frère Plaisir (devenu Ohplai, célebrité sur les réseaux sociaux) est passé par le centre de formation de Sochaux et fut international U19 en équipe de France, son jumeau Dolan est passé par le centre de formation de l'AS Nancy, il joue actuellement en CFA2 Il est également passé par le FC Sochaux,.

## Statistiques
| Saison                | Club                  | Championnat           | Championnat | Championnat | Championnat | Coupe nationale | Coupe nationale | Coupe nationale | Coupe de la Ligue | Coupe de la Ligue | Coupe de la Ligue | Compétition(s) continentale(s) | Compétition(s) continentale(s) | Compétition(s) continentale(s) | Compétition(s) continentale(s) | Total | Total | Total |
| Saison                | Club                  | Division              | M.          | B.          | P.d.        | M.              | B.              | P.d.            | M.                | B.                | P.d.              | Comp.                          | M.                             | B.                             | P.d.                           | M.    | B.    | P.d.  |
| 2014-2015             | AS Monaco             | Ligue 1               | -           | -           | -           | 1               | 0               | 0               | -                 | -                 | -                 | -                              | -                              | -                              | -                              | 1     | 0     | 0     |
| 2015-2016             | Paris FC (prêt)       | Ligue 2               | 29          | 4           | 3           | 2               | 1               | 0               | 1                 | 0                 | 0                 | -                              | -                              | -                              | -                              | 32    | 5     | 3     |
| 2016-2017             | Dijon FCO             | Ligue 1               | 11          | 1           | 0           | 1               | 0               | 0               | 1                 | 1                 | 0                 | -                              | -                              | -                              | -                              | 13    | 2     | 0     |
| 2017-2018             | Dijon FCO             | Ligue 1               | 4           | 0           | 0           | -               | -               | -               | -                 | -                 | -                 | -                              | -                              | -                              | -                              | 4     | 0     | 0     |
| Sous-total            | Sous-total            | Sous-total            | 15          | 1           | 0           | 1               | 0               | 0               | 1                 | 1                 | 0                 | -                              | -                              | -                              | -                              | 17    | 2     | 0     |
| 2017-2018             | GFC Ajaccio (prêt)    | Ligue 2               | 13          | 1           | 0           | -               | -               | -               | -                 | -                 | -                 | -                              | -                              | -                              | -                              | 13    | 1     | 0     |
| 2018-2019             | Astra Giurgiu         | Liga 1                | 5           | 1           | 0           | 1               | 0               | 0               | -                 | -                 | -                 | -                              | -                              | -                              | -                              | 6     | 1     | 0     |
| 2018-2019             | CS Constantine        | Ligue 1               | 12          | 2           | 0           | 4               | 0               | 0               | -                 | -                 | -                 | CAF                            | 6                              | 2                              | 1                              | 22    | 4     | 1     |
| 2019-2020             | CS Constantine        | Ligue 1               | 1           | 0           | 0           | -               | -               | -               | -                 | -                 | -                 | -                              | -                              | -                              | -                              | 1     | 0     | 0     |
| Sous-total            | Sous-total            | Sous-total            | 13          | 2           | 0           | 4               | 0               | 0               | -                 | -                 | -                 | -                              | 6                              | 2                              | 1                              | 23    | 4     | 1     |
| 2019-2020             | Tsarsko Selo          | Efbet Liga            | 18          | 2           | 2           | -               | -               | -               | -                 | -                 | -                 | -                              | -                              | -                              | -                              | 18    | 2     | 2     |
| 2020-2021             | Oldham Athletic       | League Two            | 38          | 6           | 8           | 5               | 1               | 1               | -                 | -                 | -                 | -                              | -                              | -                              | -                              | 43    | 7     | 9     |
| 2021-2022             | Oldham Athletic       | League Two            | 30          | 3           | 3           | 5               | 0               | 0               | 3                 | 0                 | 0                 | -                              | -                              | -                              | -                              | 38    | 3     | 3     |
| Sous-total            | Sous-total            | Sous-total            | 68          | 9           | 11          | 10              | 1               | 1               | 3                 | 0                 | 0                 | -                              | -                              | -                              | -                              | 81    | 10    | 12    |
| 2022-2023             | Livingston FC         | Premiership           | 20          | 1           | 0           | 2               | 0               | 0               | 5                 | 0                 | 0                 | -                              | -                              | -                              | -                              | 27    | 1     | 0     |
| Total sur la carrière | Total sur la carrière | Total sur la carrière | 181         | 21          | 16          | 21              | 2               | 1               | 10                | 1                 | 0                 | -                              | 6                              | 2                              | 1                              | 218   | 26    | 18    |

## Palmarès
Il est champion de France des moins de 19 ans en 2013 avec l'AS Monaco.